# Gueule de bois (Toulouse-Lautrec)
 (septembre 2014).
Si vous disposez d'ouvrages ou d'articles de référence ou si vous connaissez des sites web de qualité traitant du thème abordé ici, merci de compléter l'article en donnant les références utiles à sa vérifiabilité et en les liant à la section « Notes et références ».
Gueule de bois ou Portrait de Suzanne Valadon est un tableau peint en 1888 par Henri de Toulouse-Lautrec. Il est conservé au Fogg Art Museum.